# Cilavegna
Cilavegna ist eine norditalienische Gemeinde (comune) mit 5341 Einwohnern (Stand 31. Dezember 2023) in der Provinz Pavia in der Lombardei. Die Gemeinde liegt etwa 34 Kilometer nordwestlich von Pavia, etwa 38 Kilometer südwestlich von Mailand und etwa 18 Kilometer südöstlich von Novara. Cilavegna grenzt an die Provinz Novara.

## Geschichte
Im 10. Jahrhundert erscheint die Gemeinde als Cilavinnis als Besitz des Bischofs von Pavia.

## Einzelnachweise

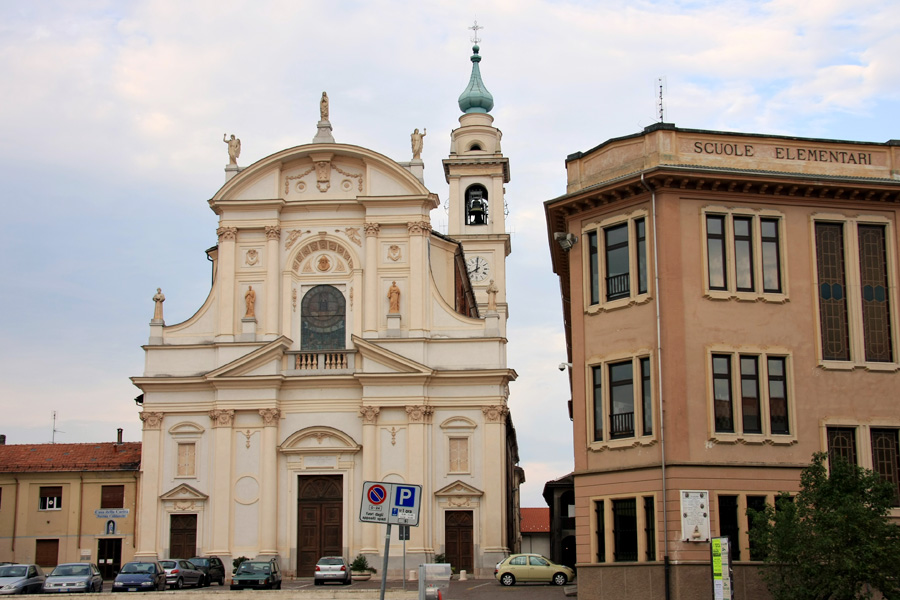
Platz vor der Gemeindeverwaltung von Cilavegna